# Белое знамя с каймой
Белое знамя с каймой (镶白旗) — одно из восьми знамён маньчжурских военных и общества во времена Поздней династии Цзинь и Цин в Китае.

## История
Белое знамя с каймой входило в пятёрку нижних знамён. Первым главой знамени был бэйлэ Хаогэ (1609—1648), первый принц Су и старший сын цинского императора Хунтайцзи. Потомки Хаогэ управляли Белым знаменем с каймой до 1911 года, когда в Китая была ликвидирована монархия и свергнута династия Цин.

## Известные члены
- Люгия Цуянь (1866—1925), из маньчжурского клана Люгия с окаймлённым белым знаменем, личное имя Цуянь, была супругой Исюаня (1840—1891), великого принца Чунь. Она была моложе его на 26 лет.
- Кэти Чоу (род. 1966) — гонконгская актриса, широко известная своими главными ролями в гонконгских сериалах TVB с конца 1980-х по 1990-е годы. Она происходит из клана Гувалгия Белого Знамени с каймой.
- Акдунь (阿克敦) (4 мая 1685 — 22 февраля 1756), цинский чиновник, член клана Джангия (章佳).
- Зайи (26 августа 1856 — 10 января 1923), более известный под своим титулом принц Дуан (или принц Туан), наиболее известен как один из лидеров боксёрского восстания 1899—1901 годов. Зайи родился в клане Айсин Гёро как второй сын Ицуня (принца Дуня), пятого сына императора Даогуана.

## Известные кланы
- Гувалгия
- Люгия
- Джангия
- Муэркай
- Тунгия